# Titularbistum Messene
Messene ist ein Titularbistum der römisch-katholischen Kirche. 
Es geht zurück auf ein früheres Bistum der antiken Stadt Messene im westlichen Messenien in Griechenland, das der Kirchenprovinz Patrassus zugeordnet war.
| Titularbischöfe von Messene |                                                                        |                                                                                          |                   |                   |
| Nr.                         | Name                                                                   | Amt                                                                                      | von               | bis               |
| 1                           | Joannes Baptist Belland                                                | Koadjutorbischof von Malakka (Singapur)                                                  | 29. August 1740   |                   |
| 2                           | John Baptiste Miège SJ                                                 | Apostolischer Vikar von Indianisches Gebiet östlich der Rocky Mountains (USA)            | 23. Juli 1850     | 21. Juli 1884     |
| 3                           | Luigi Bonetti                                                          | Koadjutorbischof von Montalto (Italien)                                                  | 15. Januar 1886   | 3. April 1887     |
| 4                           | Leo Michael Haid OSB                                                   | Apostolischer Vikar von North Carolina Abt von Belmont-Mary Help of Christians (USA)     | 4. Februar 1888   | 24. Juli 1924     |
| 5                           | Ettore Lodi                                                            | Weihbischof in Bologna (Italien)                                                         | 6. März 1925      | 6. Juli 1935      |
| 6                           | Ettore Castelli                                                        | Kurienbischof                                                                            | 16. Dezember 1935 | 1943              |
| 7                           | Giuseppe Battaglia                                                     | Koadjutorbischof von Faenza (Italien)                                                    | 21. August 1943   | 17. Dezember 1944 |
| 8                           | Jean-Julien Weber PSS                                                  | Koadjutorbischof von Straßburg (Frankreich)                                              | 1. Juni 1945      | 29. August 1945   |
| 9                           | Máximo Yurramendi Alcáin                                               | Apostolischer Administrator von Ciudad Rodrigo (Spanien)                                 | 25. November 1945 | 25. Januar 1949   |
| 10                          | Giacomo Cannonero                                                      | Koadjutorbischof von Asti (Italien)                                                      | 16. März 1950     | 11. November 1952 |
| 11                          | Francisco Rendeiro OP                                                  | Koadjutorbischof von Faro (Italien)                                                      | 22. Dezember 1952 | 3. Dezember 1955  |
| 12                          | Fiorenzo Angelini seit 16. Februar 1985 Titularerzbischof pro hac vice | Verantwortlicher für die Krankenhausseelsorge in Rom Weihbischof in Rom Kurienerzbischof | 27. Juni 1956     | 28. Juni 1991     |